# Santa María de Valverde (Valderredible)
Santa María de Valverde es una localidad del municipio de Valderredible (Cantabria, España).  Está localizada a 857 m s. n. m., y dista 22 km de la capital municipal, Polientes. En el año 2024 contaba con una población de 10 habitantes (INE).
La localidad es conocida por albergar la iglesia rupestre de Santa María de Valverde y ser a su vez la sede del Museo de Interpretación del Rupestre de Valderredible.

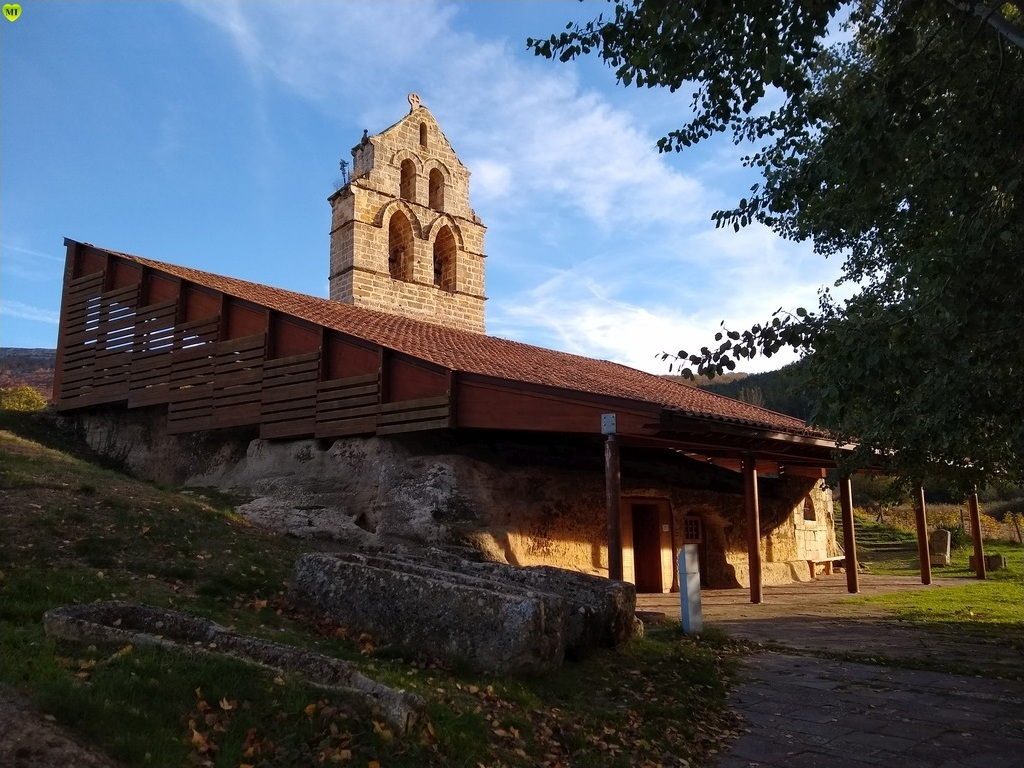
Iglesia rupestre "Santa María de Valverde"